# رزیتا شرف جهان
رزیتا شرف جهان متولد ۱۳۴۱، در تهران مجسمه‌ساز، نقاش و ویدئو آرتیست است. او فارغ‌التحصیل هنرستان در رشته مجسمه‌سازی است و کارشناسی نقاشی را از دانشکده هنرهای زیبای دانشگاه تهران دریافت کرده‌است. او به عنوان بنیان‌گذار و مدیر گالری طراحان آزاد ، تأثیر بسزایی در کشف برخی هنرمندان و استعداد‌های دهه هشتاد خورشیدی داشته‌است. همچنین از او به عنوان یکی از هنرمندان معاصر زن تأثیرگذار نام می‌برند. آثار او در مجموعه‌هایی چون موزه بیلوتی ایتالیا نگهداری می‌شود.

## تحصیلات
شرف جهان در سال ۱۳۵۶ وارد هنرستان شد و در رشته مجسمه‌سازی تحصیل کرد. بعد از فارغ‌التحصیلی از هنرستان، به خاطر انقلاب فرهنگی، نتوانست وارد دانشگاه شود.
با چند نفر از دوستان، حدود ۳ سالی از طریق کلاس‌های آزاد زیر نظر استادانی چون یعقوب عمامه‌پیچ و عربعلی شروه، کار خود را ادامه دادیم تا دچار وقفه نشویم. در هنرستان جزو شاگردان برجسته دوره خودم بودم. دانشگاه‌ها که باز شد، گزینش با وسواس زیادی انجام می‌شد. سال اول از لحاظ علمی قبول شدم، اما نتوانستم وارد دانشگاه شوم و سال بعد در رشته نقاشی هنرهای زیبا پذیرفته شدم.
- دانش‌آموخته کارشناسی ارشد رشتهٔ پژوهش هنر، دانشگاه تهران ۱۳۷۴[۸]
- فارغ‌التحصیل کارشناسی نقاشی از دانشکده هنرهای زیبا، تهران ۱۳۷۰[۹]
- دیپلم مجسمه‌سازی از هنرستان دختران، تهران ۱۳۶۰[۱]

## تأسیس گالری
او در سال ۱۳۷۷ همزمان با تشکیل گروه هنری سی، کارگاه شخصی خود را به فضایی برای نمایش آثار خود و دیگر همکارانش در گروه هنری سی اختصاص داد و گالری طراحان آزاد را به همراه محسن نبی زاده به صورت غیررسمی تأسیس کرد. سال ۱۳۷۸ با دریافت مجوز رسمی از وزارت ارشاد، گالری طراحان آزاد رسماً شروع به کار کرد.
او در مصاحبه اش با روزنامه ایران می‌گوید:
محل فعلی گالری را پدرم برای کارگاه در اختیارم گذاشت. بیش از هرچیز نیاز به چنین مراوداتی داشتم، نه تنها من بلکه این نیاز باقی دوستانم نیز بود که محلی برای خودمان داشته باشیم تا بتوانیم، بحث کنیم، کار ببینیم و کارهای خودمان را نشان بدهیم. 
شرف جهان که خود از هنرمندان شاخص زمان خود بود، توجه خود را معطوف به قالب‌هایی کرد که برای دیگر گالری دارها چندان قابل توجه نبود:
با شروع نمایشگاه‌های مفهومی در موزه، افرادی به ما مراجعه می‌کردند که در حوزه «نیو مدیا» مثل ویدئو، صدا، اینستالیشن و غیره فعال بودند که حدود ۸ گالری فعال آن زمان به این هنرمندان وقت نمایشگاه نمی‌دادند؛ چراکه هدفشان نشان‌دادن نقاشی بود.
اما او که خود علاقه‌مند به ویدئو، اینستالیشن، پرفورمنس آرت و رسانه‌های معاصری از این دست بود، از این رسانه‌های هنری استقبال کرد. این رویه، گالری طراحان آزاد را به یکی از نگارخانه‌های پیشرو بعد از انقلاب تبدیل کرد.

## اندیشه‌های برابری طلبی
شرف جهان همواره معتقد بود که زنان و مردان برابرند:
نمی‌خواستم بپذیرم کارهایی را که پسرها انجام می‌دهند، نمی‌توانم انجام بدهم. من هم‌زمانی می‌خواستم همانند مردها باشم. حتی مجسمه‌سازی را نیز به همین دلیل انتخاب کردم. سودای این را داشتم تا مجسمه‌های بزرگ بسازم یا سنگتراشی کنم. در نقاشی هم به این شکل، تلاش می‌کردم با ضربه قلم‌های پر قدرت، از هر چه که تصور می‌کردم جامعه مردسالار برای زن تعریف کرده، خودم را آزاد کنم. این مسئله به مرور اصلاح شد؛ باید می‌پذیرفتم که من زن هستم با خصوصیات و ویژگی‌های زنانه، ویژگی‌هایی که ارزشند، ضد ارزش نیستند. به هرحال این موضوع را در آثارم می‌توانید مشاهده کنید.
یکی از مهمترین آثار او، تابلویی ست که تصویری از بهروز وثوقی را نشان می‌دهد. باوند بهپور منتقد هنری دربارهٔ این اثر می‌نویسد:
 او در این اثر، بهروز وثوقی، ستارهٔ سینمای دوران جوانی‌اش را به تصویر کشیده و با افزودن چند خنجر ملموس و واقعی بر کنشی که تداعی‌گر هیجان‌های دختری جوان به یک ستارهٔ سینما و یک سکس آیکن است، تأکید کرده‌است. محو کردن انبوهی از عکس‌های خواننده‌ها و بازیگران زن نیز در پس زمینهٔ کار به عنوان ابزاری برای جذب بیننده به سوی سوژهٔ اصلی کار قابل توجه است.

## فعالیت‌ها
شرف جهان علاوه بر فعالیت‌های هنری اش، مدرس دانشگاه نیز هست و در چندین نهاد عضویت فعال دارد:
- ۱۳۷۱–۱۳۹۲، مدرس هنر در دانشگاه‌ها
- ۱۳۷۸–۱۳۸۵، مؤسس و مدیر گالری ممیز[۱۳]
- ۱۳۷۸-، عضو انجمن نقاشان ایران[۱۴]
- ۱۳۷۸–۱۳۸۷، مدیر کمیته نمایشگاه‌های انجمن نقاشان ایران[۱۴]
- ۱۳۷۱-، مؤسس و مدیر گالری طراحان آزاد
- ۱۳۷۰–۱۳۸۰، عضو فرهنگنامه کودکان و نوجوانان
- ۱۳۶۸–۱۳۷۱، عضو آتلیه انیمیشن صدا و سیما
- ۱۳۹۶ داور جایزهٔ ویستا، تهران[۱۵]
- ۱۳۹۶، کیوریتوری نمایشگاه «پشت‌نویسی» (به همراه فرهاد فزونی)، گالری طراحان آزاد، تهران[۱۶]
- ۱۳۹۶، کیوریتوری نمایشگاه «دورنما از نمای نزدیک»، فرهنگسرای نیاوران[۱۷]
- ۱۳۹۷، او از اعضای هیئت مؤسس تیرآرت بوده‌است.[۱۸]

## نمایشگاه‌های انفرادی
گزیده نمایشگاه‌های انفرادی
- ۱۳۸۹، سودای ششم، گالری طراحان آزاد، تهران
- ۱۳۸۷، چهره‌های خاورمیانه، گالری گلستان، تهران
- ۱۳۸۴، چه نمی‌شود، گالری طراحان آزاد، تهران
- ۱۳۸۲، سکوت را رعایت کنید، گالری طراحان آزاد، تهران
- ۱۳۸۲، ذهن، گالری هنرمندان، تهران
- ۱۳۸۱، شهر؛ با فریدون امیدی، گالری هنرمندان، تهران
- ۱۳۸۰، خیابان، گالری طراحان آزاد، تهران
- ۱۳۷۹، گالری طراحان آزاد، تهران
- ۱۳۷۵، گالری نقش‌جهان، تهران

## نمایشگاه‌های گروهی
شرکت در بیشتر از ۷۰ دوسالانه، جشنواره و نمایشگاه گروهی نقاشی و ویدئو آرت در ایران، جمهوری چک، اتریش، ترکیه، ایتالیا، ژاپن، ارمنستان، فرانسه، هند، آلمان و کانادا
- سودای ششم، گالری طراحان آزاد، تهران ۱۳۸۹[۹]
- گالری ورتیگو، ۱۳۹۴[۷]
- «نگاهی دیگر»، کیوریتور: فرناز محمدی، گالری ملت، تهران 1391[۲۰]
- «Good morning... good night»، کیوریتور: طرلان رفیعی و Peter Assmann، ایتالیا، 2018[۲۱]
- نهمین بینال شانگهای، کیوریتور: نینا معدل، چین، 2012[۲۲]
- «ایران، مرور گذشته»، وین، 2010[۲۳]
- «نوید فقدان»، کیوریتور: شاهین مرالی، وین، 2009[۲۴]
- «تهران، از درون به بیرون»، کیوریتور: سوزان وینچ، سوئیس، ۲۰۰۹
- «شیر زیر رنگین کمان»، کیوریتور: Alexandros Georgiou، یونان، 2008[۲۵][۲۶][۲۷]
- "TREIBSAND"، کیوریتور: سوزان وینچ و پرستو فروهر، موزه زنان بُن، آلمان، ۲۰۰۷
- "TREIBSAND"، کیوریتور: سوزان وینچ و پرستو فروهر، زوریخ، 2007[۲۸]
- پنجمین بینال گیومری، کیوریتور: Arpine Tokmajyan، ارمنستان، 2006[۲۹]
- VIDEOZOOM، کیوریتور: David Barro ,Sergio Edelsztein ,Anna Jagiello، مرکز هنری BizArt، شانگهای، چین 2005[۳۰]
- 1st Paris Triennal of International Contemporary art، طاق بزرگ، پاریس، ۲۰۰۲
- «گروه سی»، موزه متروپولیتین، توکیو ۲۰۰۲
- نمایشگاه گروهی، زاگرب، کرواسی ۲۰۰۰
- دومین بینال نقاشی، موزه هنرهای معاصر، تهران ۱۹۹۴

## نگارخانه
تعدادی از آثار رزیتا شرف جهان: